# Roeien op de Olympische Zomerspelen 2016 – Dubbel-twee vrouwen
De dubbel-twee vrouwen op de Olympische Zomerspelen 2016 vond plaats van zaterdag 6 tot en met donderdag 11 augustus 2016. Regerend olympisch kampioen waren Anna Watkins en Katherine Grainger uit Groot-Brittannië, die in Rio de Janeiro hun titel niet verdedigen; Watkins werd vervangen door Thornley. De competitie bestond uit meerdere ronden, beginnend met de series en herkansingen om het deelnemersveld van de halve finales te bepalen. Er werden twee halve finales geroeid. Alleen de roeiers in de tweede halve finale deden nog mee om de medailles; de deelnemers aan de eerste halve finale vielen al eerder af. Zij raceten nog om zo de totale ranglijst te kunnen vaststellen. Concluderend moest een duo in zijn serie bij de eerste drie eindigen (of bij de eerste drie in de herkansing), en in de halve finale bij de eerste drie om de A-finale te bereiken.
De series vonden plaats op zaterdag 6 augustus 2016, een dag later gevolgd door de herkansingen. De halve finales werden geroeid op dinsdag 9 augustus, gevolgd door de finales op 11 augustus 2016.

## Resultaten

### Series
De beste drie duo's van elke serie plaatsten zich voor de halve finale. De drie overige duo's probeerden in de herkansingen zich alsnog te kwalificeren.

#### Serie 1
| rang | naam                                 | land             | tijd    |   |
| ---- | ------------------------------------ | ---------------- | ------- | - |
| 1    | Donata Vištartaitė Milda Valčiukaitė | Litouwen         | 7:04.82 | Q |
| 2    | Victoria Thornley Katherine Grainger | Groot-Brittannië | 7:05.32 | Q |
| 3    | Hélène Lefebvre Elodie Ravera        | Frankrijk        | 7:05.65 | Q |
| 4    | Marie-Cathérine Arnold Mareike Adams | Duitsland        | 7:13.49 | H |
| 5    | Lisbet Jakobsen Nina Hollensen       | Denemarken       | 7:18.92 | H |

#### Serie 2
| rang | naam                              | land             | tijd    |   |
| ---- | --------------------------------- | ---------------- | ------- | - |
| 1    | Magdalena Fularczyk Natalia Madaj | Polen            | 7:16.16 | Q |
| 2    | Lü Yang Zhu Weiwei                | China            | 7:25.19 | Q |
| 3    | Yuliya Bichyk Tatsiana Kukhta     | Wit-Rusland      | 7:27.22 | Q |
| 4    | Meghan O'Leary Ellen Tomek        | Verenigde Staten | 7:46.92 | H |

#### Serie 3
| rang | naam                                   | land          | tijd    |   |
| ---- | -------------------------------------- | ------------- | ------- | - |
| 1    | Eve MacFarlane Zoe Stevenson           | Nieuw-Zeeland | 7:14.31 | Q |
| 2    | Sally Kehoe Genevieve Horton           | Australië     | 7:17.34 | Q |
| 3    | Aikaterini Nikolaidou Sofia Asoumanaki | Griekenland   | 7:20.64 | Q |
| 4    | Kristýna Fleissnerová Lenka Antošová   | Tsjechië      | 7:35.85 | H |

### Herkansing
De beste drie duo's plaatsten zich voor de halve finales.
| rang | naam                                 | land             | tijd    |   |
| ---- | ------------------------------------ | ---------------- | ------- | - |
| 1    | Marie-Cathérine Arnold Mareike Adams | Duitsland        | 7:00.54 | Q |
| 2    | Meghan O'Leary Ellen Tomek           | Verenigde Staten | 7:00.60 | Q |
| 3    | Kristýna Fleissnerová Lenka Antošová | Tsjechië         | 7:03.68 | Q |
| 4    | Lisbet Jakobsen Nina Hollensen       | Denemarken       | 7:04.35 |   |

### Halve finales
De beste zes roeiers van de halve finales plaatsten zich voor de A-finale, waarin de medailles verdeeld werden. De verliezers in de halve finales gingen op voor de B-finale.

#### Halve finale 1
| rang | naam                                   | land             | tijd    |   |
| ---- | -------------------------------------- | ---------------- | ------- | - |
| 1    | Aikaterini Nikolaidou Sofia Asoumanaki | Griekenland      | 6:51.99 | Q |
| 2    | Donata Vištartaitė Milda Valčiukaitė   | Litouwen         | 6:52.46 | Q |
| 3    | Meghan O'Leary Ellen Tomek             | Verenigde Staten | 6:52.92 | Q |
| 4    | Eve MacFarlane Zoe Stevenson           | Nieuw-Zeeland    | 6:52.97 | B |
| 5    | Marie-Cathérine Arnold Mareike Adams   | Duitsland        | 6:58.70 | B |
| 6    | Lü Yang Zhu Weiwei                     | China            | 7:05.31 | B |

#### Halve finale 2
| rang | naam                                 | land             | tijd    |   |
| ---- | ------------------------------------ | ---------------- | ------- | - |
| 1    | Magdalena Fularczyk Natalia Madaj    | Polen            | 6:50.63 | Q |
| 2    | Victoria Thornley Katherine Grainger | Groot-Brittannië | 6:52.47 | Q |
| 3    | Hélène Lefebvre Elodie Ravera        | Frankrijk        | 6:54.34 | Q |
| 4    | Sally Kehoe Genevieve Horton         | Australië        | 6:55.37 | B |
| 5    | Yuliya Bichyk Tatsiana Kukhta        | Wit-Rusland      | 6:57.64 | B |
| 6    | Kristýna Fleissnerová Lenka Antošová | Tsjechië         | 7:03.79 | B |

### Finales
In twee finales werd de totale eindranglijst opgesteld.

#### Finale B
| rang | naam                                 | land          | tijd    |  |
| ---- | ------------------------------------ | ------------- | ------- |  |
| 7    | Marie-Cathérine Arnold Mareike Adams | Duitsland     | 7:39.82 |  |
| 8    | Yuliya Bichyk Tatsiana Kukhta        | Wit-Rusland   | 7:40.48 |  |
| 9    | Sally Kehoe Genevieve Horton         | Australië     | 7:42.30 |  |
| 10   | Kristýna Fleissnerová Lenka Antošová | Tsjechië      | 7:43.77 |  |
| 11   | Lü Yang Zhu Weiwei                   | China         | 7:45.68 |  |
| 12   | Eve MacFarlane Zoe Stevenson         | Nieuw-Zeeland | 7:50.74 |  |

#### Finale A
| rang   | naam                                   | land             | tijd    |  |
| ------ | -------------------------------------- | ---------------- | ------- |  |
| Goud   | Magdalena Fularczyk Natalia Madaj      | Polen            | 7:40.10 |  |
| Zilver | Victoria Thornley Katherine Grainger   | Groot-Brittannië | 7:41.05 |  |
| Brons  | Donata Vištartaitė Milda Valčiukaitė   | Litouwen         | 7:43.76 |  |
| 4      | Aikaterini Nikolaidou Sofia Asoumanaki | Griekenland      | 7:48.62 |  |
| 5      | Hélène Lefebvre Elodie Ravera          | Frankrijk        | 7:52.03 |  |
| 6      | Meghan O'Leary Ellen Tomek             | Verenigde Staten | 8:06.18 |  |